# Drei-Punkt-Regel
Die Drei-Punkt-Regel (auch Drei-Punkte-Regel) ist ein Konzept der Steigtechnik im Klettersport, das vorsieht, zu jedem Zeitpunkt mit drei Gliedmaßen Kontakt zum Fels zu halten. Sie wurde lange Zeit als strenges Gesetz gelehrt, heute gilt sie allerdings im Sinne einer immer gültigen Grundregel als überholt.
Klettern nach der Drei-Punkt-Regel bedeutet einen relativ statischen Kletterstil: Es werden jeweils drei Gliedmaßen an Haltepunkten fixiert, wobei sich der Körper in einer stabilen Position befindet. Nur eine Hand oder ein Fuß wird zum Weitergreifen oder -steigen bewegt oder zum Einhängen des Seils verwendet. Konkret heißt das, beim Weitergreifen der einen Hand hält die andere Hand einen Griff und stehen beide Füße auf Tritten, analog dazu steht beim Weitersteigen der andere Fuß auf einem Tritt und beide Hände halten sich an Griffen. Durch den konstanten Felskontakt an drei Haltepunkten ist die Kontrolle des Schwerpunktes deutlich einfacher und die Gefahr eines Gleichgewichtsverlustes entsprechend geringer.
Die Drei-Punkt-Regel bietet vor allem sicherheitstechnische Vorteile. Wenn der Kletterer einen Haltepunkt etwa durch Abrutschen oder Ausbrechen eines Griffes oder Trittes verliert, hat er eine bessere Chance, sich doch noch in der Wand halten zu können. Außerdem werden eventuell brüchige Haltepunkte durch die bessere Gewichtsverteilung möglichst wenig belastet. Die klettertechnischen Möglichkeiten werden dadurch jedoch teilweise, vor allem bei höheren Schwierigkeiten in großem Maße eingeschränkt.
Beim Klettern aus beruflichen Gründen gilt die Drei-Punkt-Regel sicherheitstechnisch dennoch oftmals als "best practice", beispielsweise bei Lotsen, während sie Lotsenleitern an einer Schiffswand hinauf- bzw. hinunterklettern.

## Geschichte
Bis in die 1950er Jahre hielt man sich strikt an die Drei-Punkt-Regel. Die Überwindung der Drei-Punkt-Regel wird oft dem US-amerikanischen Kletterpionier John Gill zugeschrieben, da er neuartige Techniken wie den Dynamo (dynamischer Kletterzug) etablierte und nach eigenen Aussagen schon vor 1955 begann, die Regel zu ignorieren.
In den 1960er Jahren experimentierten die Boulderer in den USA bereits regelmäßig mit Dynamos und erfanden auch andere spielerische Boulderformen, bei denen die Drei-Punkt-Regel nicht mehr eingehalten wurde, wie beispielsweise das freihändige Klettern von Platten durch Bob Kamp.
Auch in Europa hatte die Regel in den 1960er Jahren noch weitgehend uneingeschränkte Gültigkeit, und so beschreibt beispielsweise Eidenschink noch 1964 die Drei-Punkt-Regel als unbedingt zu beachtende Regel, während Pierre Alain in derselben Zeit im Bouldergebiet Fontainebleau bereits Boulderprobleme eröffnete, die dynamische Techniken und ein Aufgeben der Regel verlangten. Daher wurde die Regel schon bald etwas weniger streng ausgelegt: 1975 schreibt ein Autorenkollektiv: „Die Bewegungshandlungen werden so ausgeführt, dass in der Regel immer nur ein Halte- oder Stützpunkt aufgegeben wird“. Mit dem eingeschobenen „in der Regel“ lassen die Autoren, die dem sächsischen Freiklettern entstammen, bereits Spielraum für ein Nichteinhalten der Regel in gewissen Situationen.
Im normalen Felsklettern mit Seil kam der Bruch mit dem Dogma „Drei-Punkt-Regel“ dann mit dem Beginn des Sportkletterns. Mit der Entwicklung des modernen Sportkletterns wurden höhere Schwierigkeitsgrade erreicht, wobei die schwierigeren Routen häufig nicht genug Haltemöglichkeiten für drei Extremitäten boten. Daneben sorgten verbesserte sicherungstechnische Möglichkeiten und bessere Absicherung für Akzeptanz eines höheren Sturzrisikos. Auch der sich neu entwickelnde Bouldersport führte zu einer wesentlichen klettertechnischen Weiterentwicklung. Im ersten deutschsprachigen Lehrbuch zum modernen Sportklettern schreibt der Autor Sepp Gschwendtner 1981 dann folgerichtig und explizit, dass der Grundsatz der Drei-Punkt-Regel bei schwierigen Stellen „hin und wieder durchbrochen werden“ müsse.
Als nicht dogmatisch angewendete Regel hat die Drei-Punkt-Regel auch im modernen Sportklettern nach wie vor ihre Berechtigung. Insbesondere in der Anfängerschulung wird die Anwendung der Regel, im Sinne einer Vorgabe, zur Festigung der elementaren Steigtechnik praktiziert. Auch im alpinen Klettern, besonders in ernsten, schlecht abgesicherten und brüchigen Routen hat sich die Drei-Punkt-Regel bis heute eine gewisse Gültigkeit bewahrt.